# Nacka
Nacka est une communauté urbaine de la banlieue de Stockholm, peuplée de 25 170 habitants. Elle est le chef-lieu de la commune de Nacka. Nacka possédait le statut de ville de 1949 jusqu'à la réforme de 1971, date à laquelle elle a été incorporée dans la ville de Stockholm.

## Personnalités liées à la communauté
- Georg Pauli (1855-1935), peintre.
- Ingeborg Wærn Bugge (1899-1991), architecte.
- Harald Hedjerson (1913-1966), skieur, sauteur à ski et spécialiste du combiné nordique.
- Bengt Baron (1962-), nageur, champion olympique.
- Mari Jungstedt (1962-), auteur y habite.
- Andreas Andersson (1974-), footballeur.